# Ivan Meštrović
Ivan Meštrović (uttal (fil)), född 15 augusti 1883 i Vrpolje i Kroatien, död 16 januari 1962 i South Bend i USA, var en kroatisk skulptör.

## Biografi
Meštrović anses vara en framstående skulptör i modern tid av religiösa motiv och var även målare och grafiker. I en av Rodin och Bourdelle influerad, dramatiskt expressiv och stramt förenklad stil, påminnande om Carl Milles, utförde han monumentala skulpturer som ofta hade anknytning till kroatisk folkkonst.  Han skapade monumentet Pobednik som ofta används som en symbol för Belgrad.
Meštrović nådde under sin livstid berömmelse över hela världen och var den första samtida konstnär att få en separatutställning på Metropolitan Museum of Art i New York.
Meštrović arbetade före andra världskriget i Jugoslavien, men flydde under kriget till USA, där han fortsatte att verka.

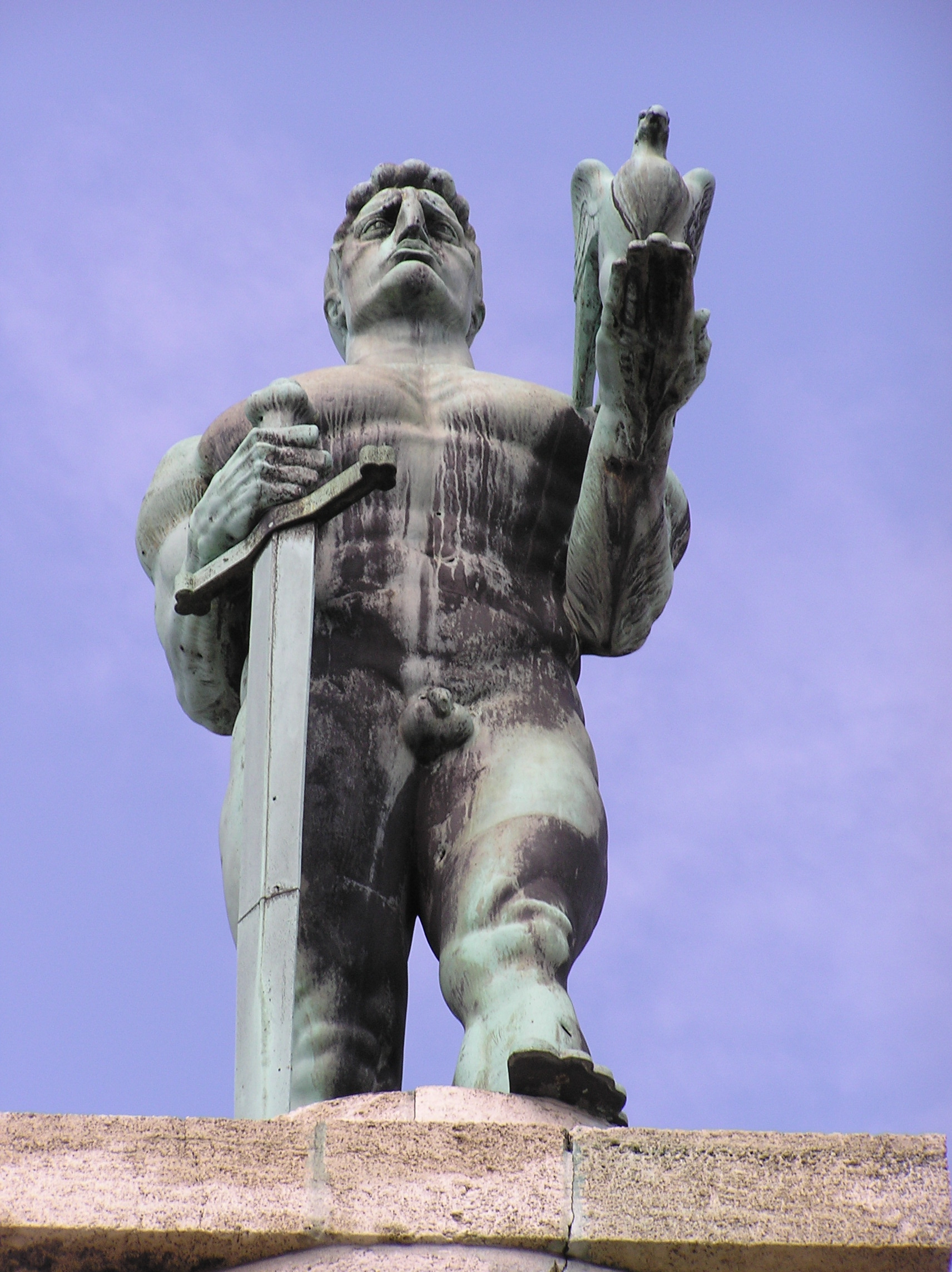
Pobednik i Belgrad.
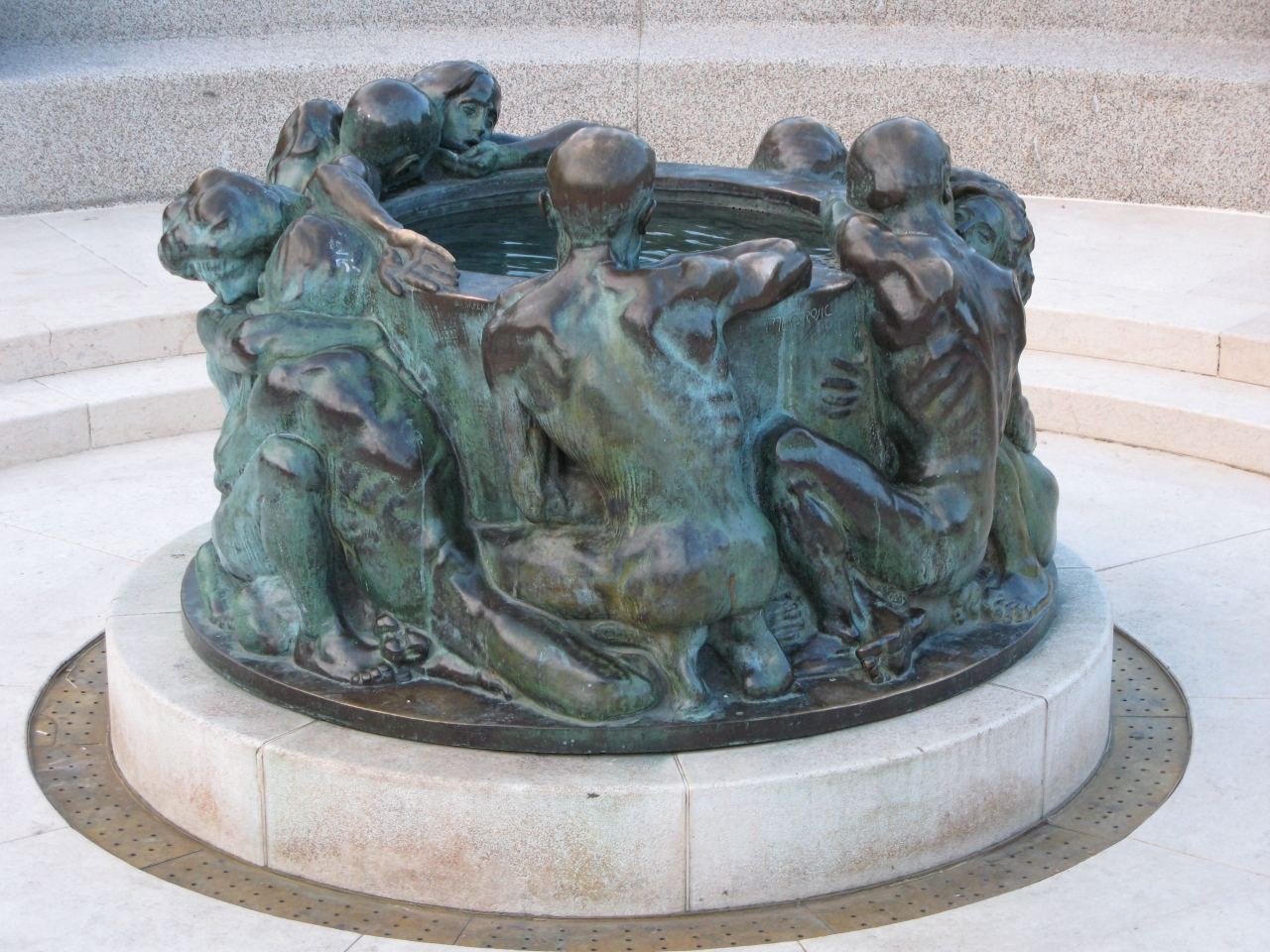
Livets källa i Zagreb.
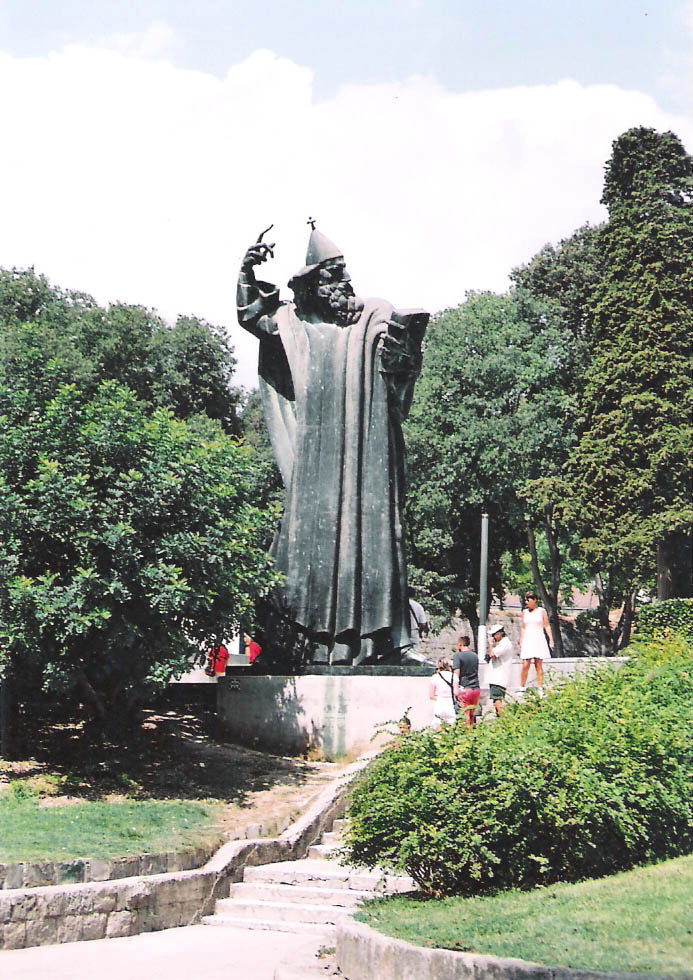
Gregorius av Nin i Split.